# Phaeomegaceros
Phaeomegaceros är ett släkte av bladmossor. Phaeomegaceros ingår i familjen Dendrocerotaceae.
Kladogram enligt Catalogue of Life:
| Phaeomegaceros | \| \| Phaeomegaceros coriaceus \| \| \| \| \| \| Phaeomegaceros fimbriatus \| \| \| \| \| \| Phaeomegaceros hirticalyx \| \| \| \| \| \| Phaeomegaceros skottsbergii \| \| \| \| |
|                | \| \| Phaeomegaceros coriaceus \| \| \| \| \| \| Phaeomegaceros fimbriatus \| \| \| \| \| \| Phaeomegaceros hirticalyx \| \| \| \| \| \| Phaeomegaceros skottsbergii \| \| \| \| |
|                | Dendroceros |
|                | |
|                | Megaceros |
|                | |
|                | Nothoceros |
|                | |
|                | Paraphymatoceros |
|                | |
|                | Phaeomegaceros coriaceus |
|                | |
|                | Phaeomegaceros fimbriatus |
|                | |
|                | Phaeomegaceros hirticalyx |
|                | |
|                | Phaeomegaceros skottsbergii |
|                | |

|  | Phaeomegaceros coriaceus    |
|  |                             |
|  | Phaeomegaceros fimbriatus   |
|  |                             |
|  | Phaeomegaceros hirticalyx   |
|  |                             |
|  | Phaeomegaceros skottsbergii |
|  |                             |